# Lijst van Belgische ministers van het Brussels Gewest
Dit is een lijst van Belgische ministers van het Brussels Gewest.

## Lijst
| Minister | Minister                          | Partij | Partij    | Begin            | Einde            | Regering(en)                                   | Bevoegdheid |
| -------- | --------------------------------- | ------ | --------- | ---------------- | ---------------- | ---------------------------------------------- | --- |
|          | Guy Cudell (1917-1999)            |        | PSB       | 23 oktober 1973  | 25 april 1974    | Leburton                                       | Minister van Brusselse Aangelegenheden |
|          | Paul Vanden Boeynants (1919-2001) |        | PSC       | 25 april 1974    | 3 juni 1977      | Tindemans I, II en III                         | Minister van Brusselse Aangelegenheden |
|          | Léon Defosset (1925-1991)         |        | FDF       | 3 juni 1977      | 16 januari 1980  | Tindemans IV, Vanden Boeynants II en Martens I | Minister van Brusselse Aangelegenheden (tot 3 april 1979) Minister van het Brusselse Gewest (vanaf 3 april 1979)                                            |
|          | Guy Cudell (1917-1999)            |        | PS        | 3 april 1979     | 22 oktober 1980  | Martens I, II en III                           | Staatssecretaris voor het Brussels Gewest |
|          | Lydia De Pauw (1929)              |        | SP        | 3 april 1979     | 18 mei 1980      | Martens I en II                                | Staatssecretaris voor het Brussels Gewest |
|          | Cécile Goor (1923-2024)           |        | PSC       | 23 januari 1980  | 28 november 1985 | Martens II, III en IV, M. Eyskens en Martens V | Minister van het Brussels Gewest (tot 22 oktober 1980) Staatssecretaris voor het Brussels Gewest (vanaf 22 oktober 1980)                                    |
|          | August De Winter (1925-2005)      |        | PVV       | 18 mei 1980      | 22 oktober 1980  | Martens III                                    | Staatssecretaris voor het Brussels Gewest |
|          | André Degroeve (1931-2014)        |        | PS        | 22 oktober 1980  | 17 december 1981 | Martens IV en M. Eyskens                       | Minister van het Brussels Gewest |
|          | Lydia De Pauw (1929)              |        | SP        | 22 oktober 1980  | 17 december 1981 | Martens IV en M. Eyskens                       | Staatssecretaris voor het Brussels Gewest |
|          | Albert Demuyter (1925-2011)       |        | PRL       | 17 december 1981 | 20 januari 1983  | Martens V                                      | Minister van het Brussels Gewest |
|          | Annemie Neyts (1944)              |        | PVV       | 17 december 1981 | 28 november 1985 | Martens V                                      | Staatssecretaris voor het Brussels Gewest |
|          | Paul Hatry (1929-2010)            |        | PRL       | 20 januari 1983  | 28 november 1985 | Martens V                                      | Minister van het Brussels Gewest |
|          | François-Xavier de Donnea (1941)  |        | PRL       | 28 november 1985 | 9 mei 1988       | Martens VI en VII                              | Minister van het Brussels Gewest |
|          | Jan Bascour (1923-1996)           |        | PVV       | 28 november 1985 | 9 mei 1988       | Martens VI en VII                              | Staatssecretaris voor het Brussels Gewest |
|          | Jean-Louis Thys (1939-1999)       |        | PSC       | 28 november 1985 | 11 juli 1989     | Martens VI, VII en VIII                        | Staatssecretaris voor het Brussels Gewest |
|          | Philippe Moureaux (1939-2018)     |        | PS        | 9 mei 1988       | 7 maart 1992     | Martens VIII en IX                             | Minister van het Brussels Gewest (tot 11 juli 1989) Minister belast met de Herstructurering van het Ministerie van het Brussels Gewest (vanaf 11 juli 1989) |
|          | Jef Valkeniers (1932)             |        | Volksunie | 9 mei 1988       | 11 juli 1989     | Martens VIII                                   | Staatssecretaris voor het Brussels Gewest |